# ウクライナ防衛コンタクトグループ

ウクライナに軍事援助を提供しているウクライナ防衛コンタクトグループの参加国とその他の国々を示す地図

ウクライナ防衛コンタクトグループ (ウクライナぼうえいコンタクトグループ、The Ukraine Defense Contact Group, 略称：UDCG、ラムシュタイングループ（ the Ramstein group）としても知られる) は、2022年ロシアのウクライナ侵攻への対抗として、軍事装備をウクライナに送ることで同国の防衛を支援する56ヶ国 (NATOの全32加盟国とその他の24ヶ国) と欧州連合からなる連合である。
本グループは毎月の会合で継続的な軍事援助の寄付を調整している。最初の会議は2022年4月26日に41ヶ国の間で行われ、2023年2月14日の会議時点ではこの連合は54ヶ国で構成されていた。2023年11月時点で、会議の報告書には通常「50ヶ国以上」または「約50ヶ国」のメンバーがいると記載されている。

## 会合

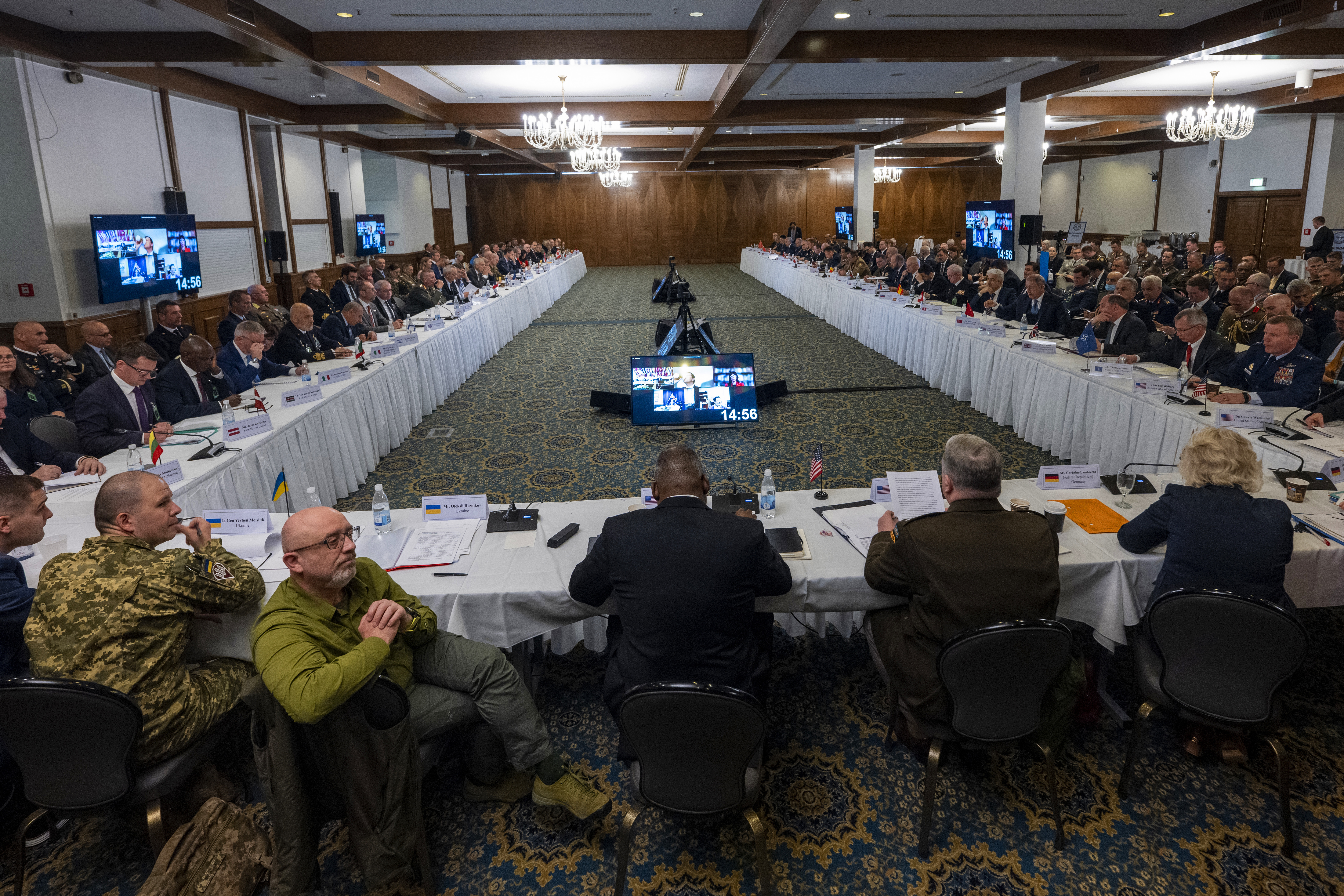
2022年4月26日に開催されたウクライナ防衛コンタクトグループの初会合

2023年1月20日のラムシュタイン空軍基地での会合で（その後このグループが「ラムシュタイングループ」と呼ばれるようになった）、連合は計画されている春季攻勢を支援するため、ウクライナへの大型の攻撃兵器を送ることを支持した。ドイツ製のレオパルト２戦車をポーランドから移送する可能性については2023年1月の会合とその後の二国間協議での行き詰まり点だった。ドイツは、2023年1月25日までレオパルト戦車の輸出を延期し続け、その後、米国が31両のM1エイブラムス戦車を提供するのと並行して、自国のレオパルト2A6戦車14両を提供すると発表した。2月25日までに、71両のレオパルト2戦車（ドイツ (18両)、ポルトガル (3両)、スウェーデン (10両)、ポーランド (14両)、スペイン (10両)、ノルウェー (8両)、およびカナダ（8両））のウクライナへの供与が正式に約束され、最初の4両は2月24日にウクライナに到着した。さらに、FFGとラインメタルの在庫から100～178両のレオパルト1A5戦車を供与するドイツ、デンマーク、オランダの共同イニシアチブが2月7日に発表された。
2月14日の会議では、近代戦闘機のウクライナへの移転が主な議題となった。その後の2回の会議には、将来にわたってウクライナに送られる弾薬や装備を持続的に代替するための産業能力の向上に資金を提供する方法の検討などが議題となった。
2023年パレスチナ・イスラエル戦争が始まった後の2023年10月11日に開催された会合には、ウクライナ大統領のウォロディミル・ゼレンスキーが出席し、軍事援助は継続されるとの保証を得たが、ゼレンスキーは不確実性があることを認めた。ゼレンスキーは冬季の防空の必要性を強調した。NBCニュースは後に、米国の参加者２人によると、会議の当局者らは起こりうる和平交渉の大枠にどのような内容が含まれるかについてウクライナ当局者らと機密かつデリケートな協議を開始したと報じた。
2024年1月23日の会合は、米国議会での資金提供に対する障害に直面している米国からの資金提供はなく、フランスとドイツのみの提供で終了した。

### 会合リスト
|    | 日程           | 場所                   | 注記          |
| -- | -------------- | ---------------------- | ------------- |
| 1  | 2022年4月26日  | ラムシュタイン空軍基地 | [ 18 ]        |
| 2  | 2022年5月23日  | オンライン             | [ 19 ]        |
| 3  | 2022年6月15日  | NATO本部               | [ 20 ]        |
| 4  | 2022年7月20日  | オンライン             | [ 21 ]        |
| 5  | 2022年9月8日   | ラムシュタイン空軍基地 | [ 22 ]        |
| 6  | 2022年10月12日 | NATO本部               | [ 23 ]        |
| 7  | 2022年11月16日 | オンライン             | [ 24 ]        |
| 8  | 2023年1月20日  | ラムシュタイン空軍基地 | [ 25 ] [ 26 ] |
| 9  | 2023年2月14日  | NATO本部               | [ 27 ]        |
| 10 | 2023年3月15日  | オンライン             | [ 28 ]        |
| 11 | 2023年4月21日  | ラムシュタイン空軍基地 | [ 29 ] [ 30 ] |
| 12 | 2023年5月25日  | オンライン             | [ 31 ]        |
| 13 | 2023年6月15日  | NATO本部               | [ 32 ]        |
| 14 | 2023年7月18日  | オンライン             | [ 33 ]        |
| 15 | 2023年9月19日  | ラムシュタイン空軍基地 | [ 34 ]        |
| 16 | 2023年10月11日 | NATO本部               | [ 35 ]        |
| 17 | 2023年11月22日 | オンライン             | [ 6 ]         |
| 18 | 2024年1月23日  | オンライン             | [ 36 ]        |
| 19 | 2024年2月14日  | NATO本部               | [ 37 ]        |
| 20 | 2024年3月19日  | ラムシュタイン空軍基地 | [ 38 ]        |
| 21 | 2024年4月19日  | NATO本部               | [ 39 ]        |

## サブグループ
いくつかのサブグループまたは能力連合がUDCG内で形成されている:
- 防空
- 大砲
- 地雷除去
- ドローン
- 戦闘機
- IT

## 参加国とパートナー国
以下は、少なくとも1回のコンタクトグループ会議に代表者を出席させたことが確認されている国/組織のリストである：
- EU
- NATO
  -  アルバニア
  -  ベルギー
  -  ブルガリア
  -  カナダ
  -  クロアチア
  -  チェコ
  -  デンマーク
  -  エストニア
  -  フィンランド
  -  フランス
  -  ドイツ
  -  ギリシャ
  -  ハンガリー
  -  アイスランド
  -  イタリア
  -  ラトビア
  -  リトアニア
  -  ルクセンブルク
  -  モンテネグロ
  -  オランダ
  -  北マケドニア
  -  ノルウェー
  -  ポーランド
  -  ポルトガル
  -  ルーマニア
  -  スロバキア
  -  スロベニア
  -  スペイン
  -  スウェーデン
  -  トルコ
  -  イギリス
  -  アメリカ合衆国
- オーストラリア
- オーストリア
- ボスニア・ヘルツェゴビナ
- キプロス
- ジョージア
- アイルランド
- 日本
- ケニア
- コソボ
- リベリア
- マルタ
- モルドバ
- ニュージーランド
- 韓国
- チュニジア

以下の国々は、ウクライナ防衛コンタクトグループへの参加が公式に確認されたわけではないものの、軍事援助（致死性及び非致死性）をウクライナに提供したことが確認されている:
- アゼルバイジャン (迫撃砲と航空爆弾の提供)
- カンボジア (地雷除去訓練の提供)[41]
- コロンビア (地雷除去訓練の提供)
- イスラエル (対ドロ―ンシステム、対ドロ―ン情報、ヘルメットや防弾チョッキなどの非致死性物資の援助)[42][43]。イスラエルはウクライナへの武器供与には消極的である[44]。
- ヨルダン (ロケットランチャーと防空ミサイルの提供)
- モロッコ (T-72戦車20両を供与)
- パキスタン (砲弾、ロケット弾、その他の弾薬を提供)[41]
- スーダン (120mm迫撃砲爆弾と未申告の追加援助を提供)
- 台湾 (無人航空機を提供)

## NATO・ウクライナ理事会
NATOは、新組織の「NATO・ウクライナ理事会」にウクライナを対等なメンバーとして招待する予定である。この組織は2023年7月にリトアニアのヴィリニュスで開催されたNATOサミットで発表された。